# 埃德加·倫特利亞
埃德加·恩里克·倫特利亞·埃拉索（英語：Edgar Enrique Rentería Herazo，1975年8月7日—）出生於哥倫比亞的巴蘭基亞，曾為美國職棒大聯盟的游擊手。曾贏得兩次世界大賽以及在2010年奪得世界大賽最有價值球員。

## 球員生涯

### 佛羅里達馬林魚
1992年以非業餘自由球員合約被佛羅里達馬林魚簽下。1996年首次在大聯盟出賽。在美國職棒大聯盟年度最佳新人獎中，僅次於道奇隊Todd Hollandsworth排行第二。出賽106場，打擊率.309、取得68分以及16次盜壘。
在1997年世界大賽第七場賽事進入的時候第11局，他擊出一支安打，協助球隊擊敗克里夫蘭印地安人奪得世界大賽冠軍。1999年被交易到聖路易紅雀。

### 聖路易紅雀
2003年球季，他是自18年以來首位國聯游擊手取得100個打點，亦是自90年以來首位取得200支安打及100個打點的國聯游擊手。打擊率.330在國聯排第四以及有34次盜壘。在2004年世界大賽中，是賽事中最後一名打者，擊出投手Keith Foulke滾地球出局，被波士頓紅襪奪得世界冠軍。

### 波士頓紅襪
2004年12月倫特利亞與波士頓紅襪簽署為期4年4000萬美元的合約。2005年他的表現使人失望，失誤達30次，在大聯盟排行第一。雖然如此，但仍然替波士頓紅襪保持取得100分。球季結束被球隊主席西奥·艾普斯坦以內野手Andy Marté被交換至亞特蘭大勇士。

### 亞特蘭大勇士
2006年球季，倫特利亞打擊率達.293、14支全壘打以及70個打點，失誤數減少至13次。他與球隊主力奇伯·瓊斯成為了隊中的進攻點。
2007年，倫特利亞邁向200安打的目標。但在8月2日在比賽中接滾地球時受傷，被列入15天傷兵名單。他在9月7日復出，在2007年球季打擊率達.332，在國聯排行第四。在球季結束後，勇士隊將游擊手Yunel Escobar提拔至大聯盟，他亦被球隊交易。12月從底特律老虎交換吉爾·傑貞斯以及Gorkys Hernández

### 底特律老虎

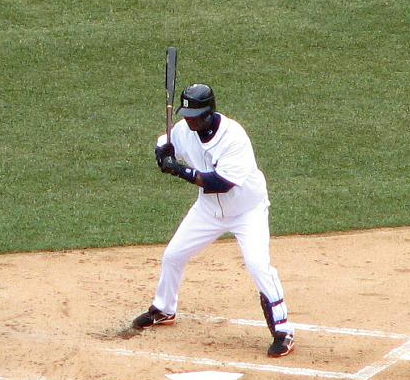
2008年3月31日倫特利亞在出賽時揮棒。

在底特律老虎的倫特利亞表現失望，使球隊未能續1200萬美元的合約，他只能選擇一份收入較低的合約。最終老虎隊決定開出一份為期一年900萬美元的合約。

### 舊金山巨人
2008年12月4日倫特利亞與舊金山巨人簽署一份價值為期兩年的合約此外在2011年可選擇續1年1850萬美元的合約。
2010年球隊，曾在19次打席中，擊出11支安打。不過之後長時間受傷，使他只能出賽72次。在2010年世界大賽中表現出色，首先是第二場第五局中雙方在0-0爭持不下時擊出全壘打，此外亦在第八局擊出安打取得兩個打點。接著在第五場比賽中擊出一支三分全壘打，協助球隊以3-1勝出第五場，間接替巨人取得世界大賽冠軍。賽後獲頒最有價值球員獎，是史上首位哥倫比亞球員奪得此殊榮。

### 辛辛那提紅人
2011年1月7日，倫特利亞和辛辛那提紅人簽下1年210萬美金及90萬激勵獎金的合約。

## 成就
- 1997年世界大賽第七戰擊出致勝安打。
- 五次入選明星賽（1998、2000、2003、2004及2006年）
- 兩次金手套獎（2002–03年）
- 三次以游擊手奪得銀棒獎（2000、2002–03年）
- 2006年球季開幕後連續23場比賽擊出安打，是大聯盟史上第二長。
- 2008年6月18日對舊金山巨人的賽事中擊敗第2,000支安打。
- 2010年世界大賽最有價值球員。

## 外部連結
- 球員資訊和成績在MLB ，ESPN ，Retrosheet ，Baseball Reference ，Baseball Reference (Minors) ，Fangraphs ，The Baseball Cube （英文）

| 前任： 松井秀喜 | 世界大賽最有價值球員獎 2010年 | 繼任： 大卫·佛里斯 |